# Aunque estén todos mirando
Aunque estén todos mirando (abreviado como AETM) es el tercer extended play del cantante chileno DrefQuila. Fue publicado el 3 de junio de 2021, bajo el sello discográfico Warner Music Latina.

## Lanzamiento y recepción
El proyecto fue publicado el 3 de junio de 2021, contó con seis sencillos, las colaboraciones de Killua97, C-Funk, Latenightjiggy y Bhavi. El cantante definió al álbum como algo que lo sanó musicalmente, este eligió las canciones entre 30 que tenía terminadas, todas grabadas en el transcurso de la Pandemia de COVID-19. El estilo se basó en el funk, con sonidos de trap latino y hip hop underground.
En un mes de lanzamiento el disco superó el millón y medio de reproducciones. La prensa describió el proyecto como "cálido" y "con identidad". Los sencillos más destacados del disco fueron «Tu sabor» y «Baile». El álbum consiguió más de 25 millones de reproducciones en Spotify a lo largo de tres años de su publicación.

## Lista de canciones
Tracklist de Aunque estén todos mirando
Todas las letras escritas por Claudio Ignacio Montaño Ceura.
| AETM  |                                    |             |          |  |
| N.º   | Título                             | Música      | Duración |  |
| 1.    | «Tu sabor» (con Killua97 y C-Funk) | Efesoul     | 3:33     |  |
| 2.    | «Baile» (con LATENIGHTJIGGY)       | Dieguelz    | 2:55     |  |
| 3.    | «Casi las 7»                       | Young High  | 3:21     |  |
| 4.    | «Buenos días» (con Bhavi)          | Blackthoven | 2:57     |  |
| 5.    | «Icy»                              | Young High  | 3:27     |  |
| 6.    | «Agüita de horchata»               | B dom       | 3:45     |  |
| 20:01 |                                    |             |          |  |